# Scotina
Scotina es un género de arañas araneomorfas de la familia Liocranidae. Se encuentra en la zona paleártica.

## Lista de especies
Según The World Spider Catalog 12.0:
- Scotina celans (Blackwall, 1841)
- Scotina gracilipes (Blackwall, 1859)
- Scotina occulta Kritscher, 1996
- Scotina palliardii (L. Koch, 1881)